# Shura Cherkassky
Shura Cherkassky (russe : Шура Черкасский ; 7 octobre 1909 – 27 décembre 1995) est un pianiste américain né Russe, connu pour ses interprétations du répertoire romantique. Son jeu était caractérisé par une grande liberté et individualité, une sonorité d'une grande variété de couleurs. Et son répertoire était connu pour être très étendu allant de Johann Sebastian Bach à György Ligeti. Il a quasi toujours vécu à l'hôtel d'abord à Nice après la Seconde Guerre mondiale, où sa mère est enterrée, puis à Londres, où il est mort.

## Biographie
Alexandre Isaakovich Cherkassky est né à Odessa en Russie (désormais en Ukraine) en 1909. Sa famille s'établit ensuite aux États-Unis afin de fuir la Révolution russe.
Les premiers cours de musique de Cherkassky lui furent donnés par sa mère, Lydia Cherkassky, qui joua pour Tchaikovsky à Saint-Pétersbourg. Elle enseigna également au pianiste Raymond Lewenthal. Aux États-Unis, Cherkassky continua ses études de piano à l'Institut Curtis sous la direction de Josef Hofmann. Toutefois, avant d'étudier avec Hofmann, Cherkassky auditionna pour Sergueï Rachmaninov, qui lui conseilla de cesser de se produire pendant au moins deux ans et de changer la position de ses mains sur le clavier. Hofmann, lui, suggéra à Cherkassky de continuer à jouer en public. Hofmann lui recommanda de s'exercer quatre heures par jour, ce que Cherkassky fera consciencieusement toute sa carrière. Cherkassky avait un répertoire très varié et composé d’une grande quantité d’oeuvres  (du baroque à Luciano Berio). Ses études avec Hofmann continuèrent jusqu'en 1935.
Cherkassky s'est très régulièrement produit jusqu'à la fin de sa vie, et parmi ses nombreux enregistrements, les meilleurs sont issus de récitals et concerts captés sur le vif.

## Discographie

### ASV
- Shura Cherkassky, The Last Of The Great Piano Romantics vol. 1 :Mana-Zucca (en), Daquin, Strauss, Balakirev, Schumann, Debussy, Ravel, Okumara, Morton Gould...
- Shura Cherkassky, The Last Of The Great Piano Romantics vol. 2 : Chopin, Liszt

### BBC Legends
- Shura Cherkassky, Rachmaninoff & Prokofiev, Concertos pour piano no 3, Dir. Rudolf Schwarz & Kent Nagano (1957 et 1991, BBCL 4092-2)
- Shura Cherkassky, Chopin (BBCL 4057-2)
- Shura Cherkassky, Beethoven, Chopin etc. (BBCL 4185-2)
- Shura Cherkassky, Tchaikovsky, Concerto pour piano no 1 / Moussorgsky, Tableaux / Cherkassky, Prélude pathétique - LSO, Dir. Georg Solti (1968 et 1982, BBCL 4160-2)
- Shura Cherkassky, Beethoven, Concerto pour piano no 5, Gershwin, Concerto en fa (1992 et 1985, BBC)
- Shura Cherkassky, Récital du Queen Elizabeth Hall, Londres 1er novembre 1970 : Mendelssohn, Schubert, Sonate D959, Schumann, Carnaval, Tchaikovsky (BBCL 4254-2)
- Shura Cherkassky, Haendel, Suite no 5, Brahms, Variations Haendel, Berg, Sonate, Prokofiev, Toccata, Chopin, Sonate en si mineur (1963, BBCL 4185-2)

### Decca
- Live Series Vol.1 - Schubert, Chopin  (433 653-2 DH)
- Live Series Vol.2 - Récital du 80e anniversaire à Carnegie Hall : Busoni, Chopin, Ives, Morton Gould... (1991, 433 654-2 DH)
- Live Series Vol.3 - Encores : Balakirev, Scriabine, Mozart, Debussy, Sibelius... (433 651-2 DH)
- Live Series Vol.4 - Chopin : Sonates no 2 & 3  (433 650-2 DH)
- Live Series Vol.5 - Liszt  (433 656-2 DH)
- Live Series Vol.6 - Schumann  (433 652-2 DH)
- Live Series Vol.7 - Stravinsky, Scriabine, Ravel, etc.  (433 657-2 DH)
- Live Series Vol.8 - Rachmaninoff, Brahms, etc.  (433 655-2 DH)
- Anton Rubinstein : Concerto pour piano no 4 en ré mineur, op. 70 + bis  (448 063-2 DH)
- Rachmaninoff - Concerto pour piano no 3 et autres œuvres
- Kaleidoscope - Piano Encore

### Deutsche Grammophon
- Tchaikovsky, Concertos pour piano no 1 & 2  (1951, et 1955, 457 751-2)
- Liszt, Œuvres pour orchestre (453 130-2) - Cherkassky interprète uniquement la Fantaisie sur des thèmes populaires hongrois, S.123. Le reste du programme est interprété par le Berliner Philharmoniker et Herbert von Karajan.
- Chopin, Polonaises

### Ivory Classics
- Shura Cherkassky, The Historic 1940s Recordings (2CD, CD-72003)
- Shura Cherkassky, Récital 1982 à San Francisco : Tchaikovski, Chopin, Lully, Mendelssohn (CD-70904)

### Nimbus
- Shura Cherkassky (1909–1995): Œuvres pour piano de Chopin, Moussorgsky, Berg, Bernstein, Brahms, Schumann, Beethoven, Liszt, Stravinsky, Grieg et Rachmaninoff (6CD, NI 1733)
- Chopin, Liszt, Sonates en si mineur  (NI 7701)
- The Art of the Encore  (NI 7708)
- Shura Cherkassky (1909–1995): Œuvres pour piano de Chopin, Moussorgsky, Berg, Bernstein, Brahms, Schumann, Beethoven, Liszt, Stravinsky, Grieg et Rachmaninoff (7CD, NI 1748)

### Orfeo
- Shura Cherkassky, Récital : Chopin, Polonaise, Ballade, Scherzo, Brahms, Variations Paganini, Liszt, Réminiscences de Don Juan, Mendelssohn (Cologne 1951 & 53, Orfeo C720071B)
- Shura Cherkassky, Récital : Bach, Brahms, Sonate op. 5, Liszt, Chopin, Préludes, Bennett, 5 Études (2CD Orfeo)

### Autres
- Duo-Art piano roll no 66919, Liebeswalzer op. 57 no 5 Moszkowski (The Aeolian Company)
- The Young Shura Cherkassky  (Biddulph)
- Shura Cherkassky Ses premiers enregistrements : Rameau, Mendelssohn, Rachmaninoff, org. Victor & Columbia (1934-35, Dante HPC 041)
- Piano Masters, volume 17 : Shura Cherkassky (Pearl  GEM 0138)
- Shura Cherkassky plays Liszt, Concerto pour piano no 1, Valse de Faust, Réminissances de Don Juan..., Liadov, Saint-Saëns, Le Cygne (Testament  SBT 1033)
- Shura Cherkassky, I. Chopin, Études (1953-55), Préludes (1868), Sonate en si mineur (1985), II. Concertos pour piano no 1 & 2  (1951, et 1955 cf. DG), Litolf, Scherzo (1969), Schumann, Études Symphoniques (1975), Kreisleriana (1984) (2 x 2CD, Philips Great Pianists of the 20th Century series no 17 et 18)
- Shura Cherkassky 'The complete HMV stereo recordings' (2CD First Hand Records FHR04) - Winner of the International Piano Awards "Best Reissue/Vintage Recording of 2009". Diapason D'or, 10/2010
- Chopin, Scherzi, Ballades 1 & 2, Barcarolle... (Tudor)